# Arteas de Arriba
Arteas de Arriba és un poble ubicat al terme municipal de Begís, a la comarca de l'Alt Palància, a 920 m.s.n.m. Enclavat entre les serres del Toro i d'Andilla, el volten els rius Palància i Canales, així com el barranc de la Marina i el de los Bullidores, afluents del darrer dels rius. El 2015 comptava només amb un habitant.

## Accés
A la localitat s'accedeix amb vehicle a través d'una pista forestal que naix al final del carrer Cloticos de Begís. Primer fa cap a Arteas de Abajo, el poblament més pròxim, i, poc després, a Arteas de Arriba.